# Folie

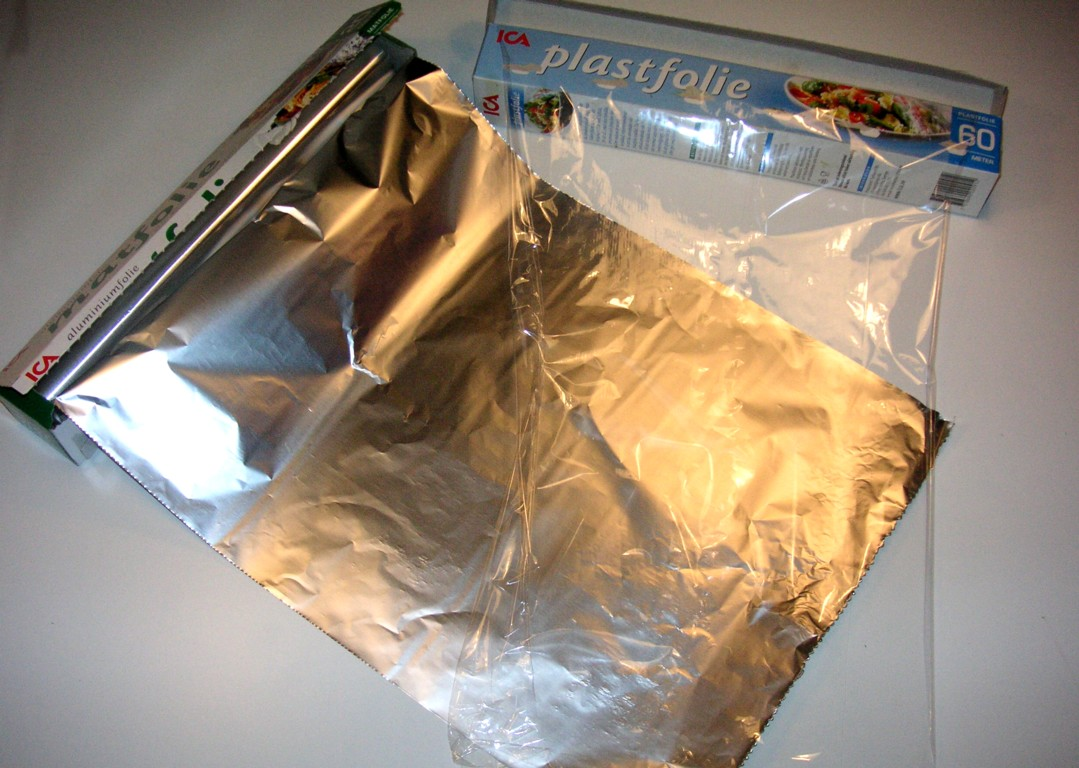
Alu- und Kunststofffolie

Eine Folie ist ein homogenes Flächengebilde aus sehr dünnem Metall- oder Kunststoff. Folien dienen häufig zu dekorativen oder graphischen Zwecken sowie zum Trennen von Stoffen, die sich nicht vermischen sollen.
Typische Verwendungen sind das Verpacken (z. B. als Beutel oder zum Einschweißen in Vakuumverpackungen) und Bekleben (z. B. Möbelfolierung, Folierung im Automobilbereich, Spiegelfolie). Stärkere Folien dienen auch der Abdeckung und Abdichtung (z. B. Dachabdichtung) im Bauwesen.

## Begriff
Das Wort ist im Deutschen seit dem 16. Jahrhundert belegt und wurde aus dem mittellateinischen folia („Metallblättchen“) entlehnt, welches auf das lateinische folium („Blatt“) zurückgeht. Damit waren Metallblättchen gemeint, die als Unterlage von Edelsteinen deren Glanz betonen sollten.

## Folienarten
- Nach Material:
  - Kunststofffolie
    - Zellophan (reines Zellophan wie z. B. in Backertüten kann über das Altpapier entsorgt werden)
    - Latex- bzw. Gummi-Folie
    - Verbundfolie

  - Metallfolie
    - Aluminiumfolie
    - Zinnfolie („Stanniol“)
    - Stahlfolie
    - Goldfolie („Blattgold“)
    - Messingfolie („Rauschgold“)

- Nach Verwendung:
  - Frischhaltefolie
  - Overheadfolie (als transparentes Trägermaterial für Arbeitstransparente in Blatt- oder Rollenform[2]), im übertragenen Sinne auch ein ungegenständliches Blatt innerhalb eines Computer-Präsentationsprogramms

- Nach Eigenschaften:
  - Adhäsionsfolie
  - Glasdekorfolie
  - Isolierfolie
  - Klebefolie
  - Luftpolsterfolie
  - Schlauchfolie
  - Schrumpffolie
  - Sonnenschutzfolie
  - Stretch- bzw. Dehnfolie

- Nach Herstellungsart:
  - Blasfolie
  - Gießfolie
  - Sprühfolie